# Kit Carson (film 1910)
Kit Carson è un cortometraggio muto del 1910 diretto da Fred J. Balshofer.
Fu uno dei primi film (il primissimo era stato un Kit Carson del 1903 diretto da Wallace McCutcheon) dedicati alla figura del celebre esploratore, guida e cacciatore del West.

## Produzione
Il film fu prodotto dalla New York Motion Picture attraverso la Bison Motion Pictures.

## Distribuzione
Distribuito dalla Motion Picture Distributors and Sales Company, il film - un cortometraggio in una bobina - uscì nelle sale cinematografiche statunitensi il 26 agosto 1910.